# Карпатський концерт (Скорик)
Карпатський концерт — композиція для великого симфонічного оркестру Мирослава Скорика. Твір, написаний у 1972 році, завершує період «нової фольклорної хвилі» у творчості українського композитора, принісши йому світове визнання.
У цьому творі Мирослав Скорик органічно поєднав національні джерела з неокласичними тенденціями (принцип concerto grosso) та досягненнями європейського авангарду — алеаторикою, сонористикою. Композитор продовжує неофольклористичну лінію Бели Бартока («Концерт для оркестру», «Музика для струнних, ударних та челести»), неокласичну Ігоря Стравінського («Весна священна») та поєднує їх з оригінальним авторським вирішенням циклу, зливаючи всі згадані стильові тенденції в органічну цілісність.

## Інструментарій
Дерев'яні духовіФлейта пікколо
2 флейти
2 гобої
Англійський ріжок
2 кларнети (B)
бас-кларнет (B)
2 фаготи
Мідні духові
4 валторни (F, B)
3 труби (B)
3 тромбони
Ударні
литаври
трикутник
бубон
тарілки
великий барабан
там-там
дзвони оркестрові
дзвоники
ксилофон
вібрафон
СтрунніI і II скрипки
Альти
Віолончелі
Контрабаси

## Драматургія
Концерт складається з чотирьох частин з типовим бароковим темповим контрастом. В основі драматургії — принцип парної симетрії: перша і третя частина — повільніші, в імпровізаційній фактурі, значно менші за масштабом, ніж парні; друга і четверта частина — швидші, танцювальні, ритмічно чіткі, з характерними зворотами аркану та коломийки. 

Об'єднуючими факторами є крещендуюча драматургія, інтонаційно-тематичні та ритмічні арки між першою-третьою і другою-четвертою частинами, наявність лейтінтервалів (комбінація висхідної секунди і низхідної кварти), принцип поступового ущільнення звукової тканини, виконання attaca.

## Композиція

### Moderato rubato
Перша частина є своєрідним вступом-епіграфом до циклу, де у стисненому вигляді зосереджені інтонаційні зерна твору, характерні звороти оркестровки, ритміки, фактури. Умовно поділяється на п'ять куплетів. Колористично, фантазійно трактується тут вільний діалог інструментів та оркестрових груп, відтворюючи гуцульське фантастичне світовідчуття, природу, наповнену духами, «нявками», чугайстрами. 

Починає виклад тем група дерев'яних духових, поєднана з матовим звучанням англійського ріжка. Поступово приєднуються віолончелі та литаври, далі — струнні та валторни(валторна — тембровий відповідник трембіти, лейттембр твору).

### Allegro Moderato
За принципом розгортання друга частина нагадує «Болеро» Моріса Равеля, де постійну ритмічну опору має група ударних інструментів. За характером — це фольклорне танцювальне дійство. Інтонаційною основою частини є коротка коломийкова ангемітонна поспівка, яка постійно трансформується та обростає новими нюансами. 

Основним структурним принципом, як і в першій частині, є варіанто-варіаційне розгортання основної теми, що випливає з природи української пісенності. Важливий принцип розгортання — ущільнення та насичення оркестрової тканими: починається з тьмяного звучання альта, доповненого скрипками; надалі додаються дзвінкіші, ясніші тембри кларнетів та фаготів; ще більш вражає введення металевого звучання ксилофону.
Після кількох видозмін початкового мотиву вступає валторна з мотивом- доповненням під чіткий акомпанемент ударних. В основі цього мотиву — тритон, тому він сприймається більш фантастично, напружено.

Заключним епізодом частини є повернення до початкового мотиву, з поступовим доєднанням інструментів та наростанням гучності аж до повного tutti, що складає враження архаїчно-заклинального танцю.

### Andante rubato
В основі тематизму третьої частини — речитативно-декламаційна інтонація. Серед виразових засобів композитор обирає у цій частині прийоми сонористики — використання «звукових плям», які утворюються дисонантними секундовими співзвуччями, колористичними виконавськими ефектами (frullato флейт і валторн, морденти труб, глісандо валторн, велика роль ударних) зіставленням окремих тембрових фраз, відокремлених одна від одної.

Речитативи-монологи окремих інструментів, в основі яких питальні інтонації, нагадують людські переживання, що губляться у таємничо-недосяжному просторі. зосередження на окремому звуці, тембровій барві, ритмічній фігурі близькі до прийомів пуантелізму.

Фольклорну основу підкреслює ладове забарвлення з характерною збільшеною секундою між третім і четвертім ступенями звукоряду.

### Allegro
Фінал циклу відіграє підсумовуючу функцію у драматургії.

Головна тема поєднує речитативний мотив з третьої частини, з інтервальним лейткомплексом попередніх частин — висхідна секунда, поєднана з низхідною квартою. Ладова основа — гуцульський лад.

В загальних обрисах форма частини близька до варіаційної, однак тема проводиться щораз у зміненому об'ємі та вигляді. Зберігається наскрізна крещендуюча драматургія, як і в попередніх частинах.

Танцювальна тема походить від коломийковості, що поєднується з характерними зворотами інструментальних награвань. Тема-зерно активно розгортається як «по горизонталі». так і «по вертикалі», доповнюється і відтіняється мотивами та зворотами з попередніх частин.

Важливе значення відіграє кода, де проводиться переінтонована тема з першої частини, але цього разу як могутній всепереможний язичницький гімн силам землі.